# .38-72 Winchester

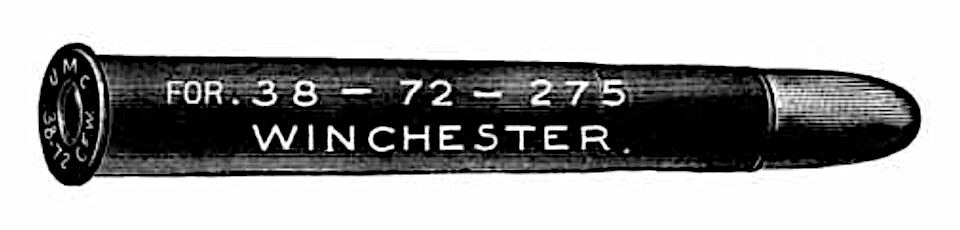
Ilustração do .38-56 WCF.

O .38-72 Winchester (ou .38-72 WCF) é um cartucho de fogo central para rifle, com aro em formato de "garrafa", projetado para uso em rifles por ação de alavanca pela Winchester Repeating Arms Company.  

## Histórico

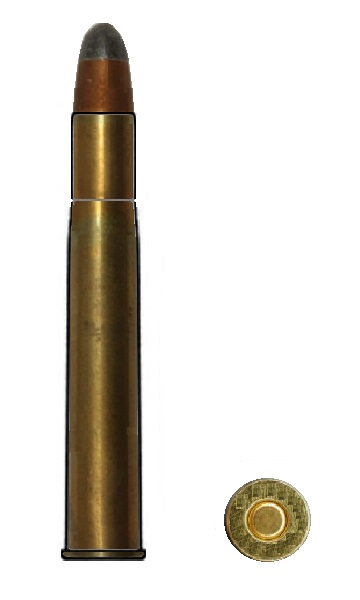
O .38-72 Winchester.

O .38-72 WCF, foi introduzido em 1895 como cartucho padrão para o rifle Winchester Model 1895.

## Descrição e Perfromance
A carga de fábrica original do .38-72 WCF consistia em uma bala de 275 grãos (17,8 g) a 1.480 pés/s (450 m/s). O estojo desse cartucho de parede reta foi projetado para pólvora negra em vez de pólvora sem fumaça.
Além de atender o rifle por ação de alavanca Model 1895, o .38-72 WCF foi utilizado no rifle de tiro único Model 1885.
Com a introdução de cartuchos superiores projetados para pólvora sem fumaça, o .38-72 WCF se tornou obsoleto e logo foi descartado como um calibre opcional para os modelos Winchester 1895 e 1885, pois as altas pressões deformavam o estojo a tal ponto que impediam o seu reuso para recarga manual. A produção do .38-72 WCF por parte da Winchester cessou em 1936.

## Dimensões

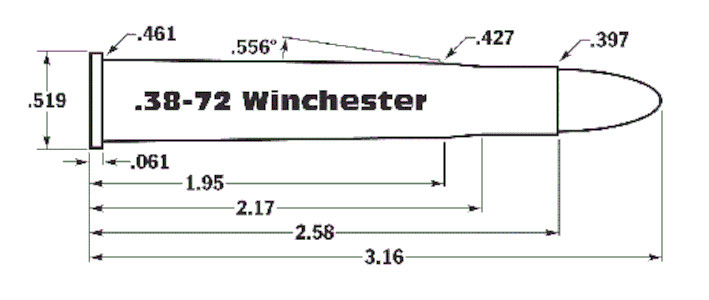